# DKW Sport 350
Die DKW Sport 350 ist ein Motorradmodell, das die Auto Union AG im DKW-Stammwerk Zschopau von 1932 bis 1933 baute.

## Technik
Der Rahmen und die Scheiden der Parallelogrammgabel sind aus Pressstahlprofilen hergestellt und weitestgehend baugleich mit dem Vorgängermodell Block 350. Der Motor stammte ebenfalls vom Vorgängermodell und hatte eine Doppelport-Auspuffanlage (zwei Auspuffrohre). Unterschiede gibt es in den Details. So ist das Gehäuse des Motor-Getriebe-Blocks glattflächiger gestaltet und der Rahmen hat darunter einen durchlaufenden Unterzug. Ein Rohrlenker trägt in der Mitte ein Armaturenblech für Tachometer und Uhr. Zudem ist der Hinterradkotflügel aufklappbar, was den Radwechsel erleichtert.
Die Sport 350 war standardmäßig mit einer 50-Watt-Beleuchtungsanlage ausgerüstet. Ab der Motor-Nr. 354001 erhielt das Modell ein Vierganggetriebe und gleichzeitig einen Fußkupplungshebel.
| DKW Sport 350        | DKW Sport 350                                             |
| -------------------- | --------------------------------------------------------- |
| Motor                | fahrtwindgekühlter Einzylinder-Zweitaktmotor, Kickstarter |
| Steuerung            | Schlitzsteuerung                                          |
| Ladungswechsel       | Umkehrspülung                                             |
| Bohrung × Hub        | 76 × 76 mm                                                |
| Hubraum              | 344,8 cm³                                                 |
| Nennleistung         | 11 PS (8,1 kW)                                            |
| Vergaser             | Framo-B, Amal                                             |
| Schmierung           | Zweitaktgemisch 1 : 20                                    |
| Getriebe             | 3-Gang-Getriebe, ab Motor-Nr. 354001 4-Gang-Getriebe      |
| Endantrieb           | Kette                                                     |
| Rahmenbauart         | Pressstahl-Profilrahmen                                   |
| Radaufhängung vorn   | Parallelogrammgabel mit Schraubenfeder                    |
| Radaufhängung hinten | Starrrahmen                                               |
| Bremsen              | Innenbacken vorn und hinten                               |
| Leergewicht          | 148 kg                                                    |
| Stückzahl            | ca. 1720                                                  |